# IPodLinux
 (septembre 2012).
iPodLinux est une distribution Linux basée sur µCLinux faite pour fonctionner sur les appareils iPod d'Apple. En plus du noyau Linux, iPodLinux propose en tant que composant principal Podzilla ((en) Podzilla), une application qui fournit :
- une interface ressemblant à celle de l'iPod (personnalisable : Podzilla legacy et Podzilla 2)
- lecture de vidéos avec son
- support des formats AAC, MP3 et Vorbis
- MPD, lecteur de musique qui fonctionne avec le principe d’ID3
- de nombreux jeux, incluant TuxChess, Chopper, Doom 1&2, StepMania (Dance Dance Revolution clone)
- l'enregistrement via la prise audio à une qualité bien supérieure à celle du firmware d'Apple Seulement pour les ipod 3e génération.

Le firmware Apple ne disparaît pas, au moyen d'un chargeur d'amorçage il est possible de sélectionner entre Apple et Linux
On peut aussi y inclure au bootloader Rockbox qui est un autre firmware alternatif compatible avec l'iPod, et qui permet de lire beaucoup plus d'extensions, d'ajouter des jeux (Doom, etc.) sous extension *.wad, de personnaliser l'iPod grâce aux thèmes téléchargeables sur rockbox.org et de régler de nombreux paramètres de l'iPod.
Pour les iPod Nano de deuxième génération, voir IPod Nano 2G Linux ou iLoader.
D’après le site officiel de la distribution, l’utilisation de ce système n’annule pas la garantie Apple et assure que le service après-vente de Apple confirme cette information[réf. nécessaire].
Dans la plupart des cas, il est possible de faire un 'retour en arrière' grâce au programme de restauration Apple, ce qui peut s'avérer utile en cas d'incompatibilité de l'iPod ou de mauvaise manipulation.

## Appareils supportés
| Apple iPod 1re Generation             | - | Fonctionnel                    |
| Apple iPod 2e Generation              | - | Fonctionnel                    |
| Apple iPod 3e Generation              | - | Fonctionnel                    |
| Apple iPod 4e génération              | - | Fonctionnel                    |
| Apple iPod 5e génération              | - | Fonctionnel                    |
| Apple iPod mini 1re & 2e générations  | - | Fonctionnel                    |
| Apple iPod à écran couleur            | - | Fonctionnel                    |
| Apple iPod U2 1re & 2e générations    | - | Fonctionnel                    |
| Apple iPod shuffle                    | - | Inutile, pas d'écran           |
| Apple iPod nano                       | - | Fonctionnel                    |
| Apple ipod nano 2e générations        | - | Non fonctionnel (voir iLoader) |
| Apple iPod nano 3e génération         | - | Non fonctionnel                |
| Apple iPod touch (toutes générations) | - | Non fonctionnel                |
| Apple iPhone (toutes générations)     | - | Non fonctionnel                |

Plus d'infos chez « ipodlinux »(Archive.org • Wikiwix • Archive.is • Google • Que faire ?)

## Exemples d'applications
| Nom      | Description               | Statut                                                |
| iTanks   | Jeu                       | En développement                                      |
| Pacman   | Jeu                       | En travaux                                            |
| iDoom    | Jeu (Doom)                | Fonctionnel                                           |
| Pong     | Jeu                       | Dans Podzilla                                         |
| Sash     | Console Linux             | En travaux                                            |
| iBoy     | Emulateur GameBoy         | Fonctionnel mais encore expérimental, basé sur gnuboy |
| Igpsp    | Emulateur GameBoy Advance | Fonctionnel mais encore expérimental!                 |
| MPD      | Lecteur de musique MPD    | Fonctionnel mais peut être lent avec podzilla         |
| MoviePod | Lecteur de videos *.mvpd  | Fonctionnel                                           |
| Vortex   | Animation                 | En travaux                                            |

## Vidéo
Pour lire des vidéos sous Ipod linux il faut les convertir, soit en .avi non compressé qui se lit uniquement avec podzilla legacy, soit en format vidéo mvpd qui se lit avec un programme spécialement conçu pour les iPod sous Linux. Les fichiers mvpd sont beaucoup plus petits que les fichiers .avi mais les fichiers .avi ont une meilleure qualité

## Liens
- (en) Site officiel
- iPod-Linux, sur sourceforge
- iPod-Linux Installer, sur sourceforge